# Вольфрам, Ральф-Реймар
Ральф-Реймар Вольфрам (нем. Ralf-Reimar Wolfram; 31 марта 1912, Вильгельмсгаффен, — Норвежское море, 9 февраля 1945) — немецкий офицер-подводник, корветтен-капитан (1 июня 1943 года).

## Биография
Командовал двумя подводными лодками, U-108 и U-864.
15 октября 1942 года в звании капитан-лейтенанта назначен командиром U-108 типа IX-B, совершил на ней три боевых похода, проведя, суммарно, 115 дней в море. Всего за время военных действий Вольфрам потопил 1 судно — 19 апреля 1943 года в третьем походе был потоплен отставший от конвоя HX-234 американский транспорт «Robert Gray» водоизмещением 7 176 брт.
9 декабря 1943 года в звании корветтен-капитана назначен командиром свежепостроенной крейсерской подводной лодки U-864 типа IX-D2.
Первым и последним боевым применением этой лодки стало участие в операции «Цезарь». Задачей похода была доставка в Японию стратегических материалов, в том числе деталей реактивных двигателей и ртути. 5 декабря 1944 года U-864 под командованием Вольфрама вышла из Киля, и после коротких переходов по маршруту Хортен-Фарсунд-Берген, перемежающихся перерывами по нескольку недель, 7 февраля 1945 года лодка отправилась в поход к берегам Японии. На следующий день, 8 февраля, Вольфрам доложил командованию, что шнорхель на лодке неисправен, поэтому продолжение похода невозможно, и лодка возвращается на базу. Обратный курс привёл лодку в аккурат на британскую подводную лодку HMS Venturer под командованием лейтенанта Джеймса С. Лондерса, которая поджидала U-864 в море на основании данных радиоперехвата. 9 февраля 1945 года, U-864 была потоплена торпедами HMS Venturer в Северном море, к западу от Бергена, Норвегия, в районе с координатами 60°46′ с. ш. 04°35′ в. д.. Все 73 члена экипажа погибли. Лодка не была поднята и остаётся могилой Вольфрама и его экипажа.

## Воинские звания
- апрель 1930: Кандидат в офицеры[нем.][3]
- октябрь 1930: Кадет
- 1932: Фенрих цур зее
- апрель 1934: Оберфенрих цур зее[3]
- октябрь 1934: Лейтенант цур зее
- 1936: Оберлейтенант цур зее
- 1939: Капитан-лейтенант
- 1943: Корветтен-капитан